# Хутрова форель

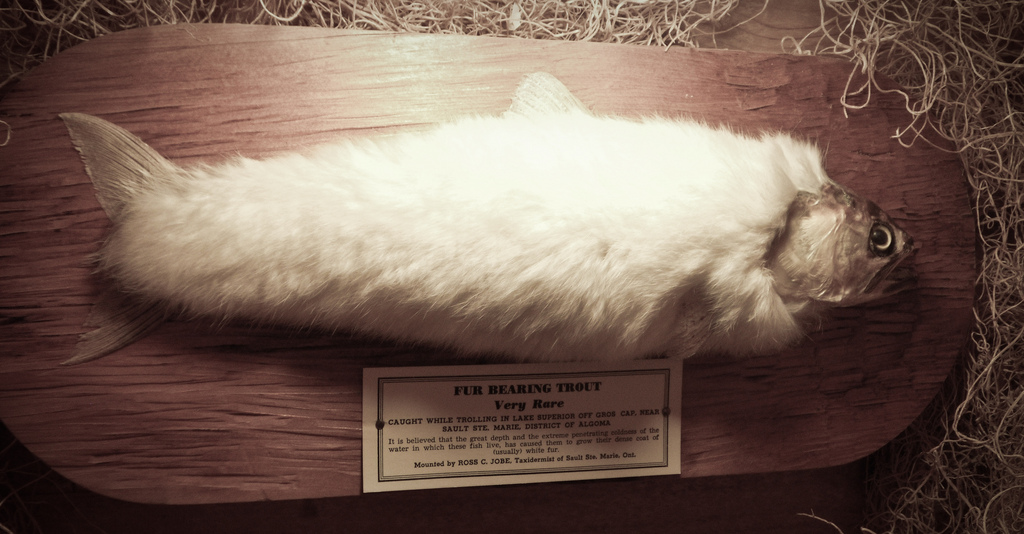
Примірник «хутрової форелі» із Королівського музею Шотландії.

Хутрова форель — вигадана істота з північноамериканського фольклору, яку нібито виявляли в Арканзасі, північних районах Північної Америки та в Ісландії. Згідно з легендами, в процесі еволюції форель набула товстого шару хутра, щоб зберігати температуру свого тіла. Перші легенди про хутрових риб датують XVII століттям; пізнішими є легенди про «волохату форель» в Ісландії. Найраніша відома американська публікація про таку істоту — стаття Дж. Гіккена (англ. J. H. Hicken) 1929 року в журналі Montana Wildlife. Опудало «хутрової форелі», зроблене Россом С. Джобом, виставлено як експонат у Королівському музеї Шотландії; це форель з «геніально» (на думку таксидермістів музею) приробленим до неї хутром білого кролика. Жодних справжніх зразків будь-яких хутрових видів форелі ніколи не виявляли, але відомі два приклади подібного до волосся наросту в риб. Рід ооміцет Saprolegnia, яку іноді називають «бавовняна пліснява», може заразити рибу, яка внаслідок цього вкривається подобою білого «хутра». Крім того, риба під назвою Mirapinna esau, також відома як «волохата риба», має схожі на волосся нарости та крила.

## Загальний опис
Хутрова форель — вигадана істота з фольклору, яку нібито виявляли в Арканзасі, північній частині Північної Америки та Ісландії. Здебільшого в легендах (які правильніше назвати небилицями) говориться, що у водах озер і річок у цьому районі нібито так холодно, що один із видів форелі в процесі еволюції «відростив» товстий шар хутра, щоб зберігати температуру свого тіла. В інших легендах сказано, що причиною появи хутрових форелей є чотири глеки (або дві пляшки) з тоніком для росту волосся, який випадково вилили в річку Арканзас.
Про походження легенди точаться суперечки, але однією з ранніх оповідей про таку істоту є листи шотландського емігранта XVII століття, які він надіслав родичам і в яких розповідав про «хутрових звірів і риб», яких удосталь водиться в Новому Світі. Відповіддю на лист було прохання добути зразок такої «хутрової риби», і один такий нібито надіслали. Передрук 1900 року описує ісландського Льйодсилюнгура, інший приклад «хутрової форелі», як елемент традиційного фольклору. Найраніша відома американська публікація про таку істоту — стаття 1929 року в журналі Montana Wildlife за авторством Дж. Гіккена (англ. J. H. Hicken).
«Бавовняна пліснява» Saprolegnia іноді, заражаючи рибу, викликає появу й подальше зростання на її тілі пучків, зовні схожих на хутро. Тяжка інфекція призводить до смерті риби, і, оскільки грибок і далі росте після загибелі тварини, іноді можна знайти прибитою до берега мертву рибу, більшу частину тіла якої вкриває біле «хутро». Схожі на волосся нарости та крила має справжня риба Mirapinna esau, відома також як «волохата риба». Її виявлено біля Азорських островів 1956 року.

## Ісландія
За ісландськими легендами, Льйодсилюнгур — це хутрова форель, яку створили демони та велетні. Льйодсилюнгур описано як неїстівну рибу, що мешкає на дні річок і є однією з форм покарання за людські вади. 1900 року в The Scottish Review опубліковано статтю про Льйодсилюнгур як про отруйну «волохату форель», яка нібито мешкає біля берегів північної Ісландії. 1854 року «кудлату форель» нібито «знайдено на березі Свінаватну» і потім зображено на ілюстрації в газеті Nordri 1855 року. Згідно з описом, вона мала рудувате волосся на нижній щелепі та шиї, боках і плавцях, але автор статті в Nordri не ідентифікував її за якоюсь конкретною назвою. Сйон Сігурссон, популярний ісландський письменник, у віці дев'ять років був одержимий цією історією. Сйон розповідав, що, як він чув, якщо чоловік з'їсть хутрову форель, то завагітніє і повинен буде розрізати собі живіт, щоб витягти дитину. Сйон зазначив, що ця історія «може пояснити, чому пізніше я став схильним до сюрреалізму».

## США
Стаття про хутрову форель з'явилася 1929 року в журналі Montana Wildlife, її автором зазначено Дж. Х. Гіккена (англ. J. H. Hicken). У замітці Хіккена повідомлялося, що коли рибу впіймали, 
|  | різниця між температурами води, де вона мешкала, і атмосфери була настільки великою, що риба після витягнення з води вибухнула, хутро й шкіра відірвалися у вигляді одного чудового шматка, придатного для використання в комерційних цілях, а тіло збереглося для замороження чи їжі, за бажанням. Оригінальний текст (англ.) ...the change of temperature from this water to atmosphere is so great that the fish explodes upon being taken from the water, and fur and skin come off in one perfect piece, making it available for commercial purposes, and leaving the body of the fish for refrigerator purposes or eating, as desired. |

Історію про хутрову форель розповідав також Вілбур Фошуей, секретар Торгово-промислової палати. Він був настільки переконливим, що історію підхопила газета Salida Record. За словами Фошуея, форель нібито обростає хутром через низьку температуру води в річці Арканзас і скидає хутро, коли в літній період вода нагрівається. У листопаді 1938 року історію про волохату форель передруковано в Puebloan Cheiftan; у статті сказано, що 
|  | старожили, які живуть уздовж річки Арканзас біля Саліди, протягом багатьох років розповідають історії про хутрову форель, яка є корінним мешканцем тамтешніх арканзаських вод. Оригінальний текст (англ.) [o]ld-timers living along the Arkansas River near Salida have told tales for many years of the fur-bearing trout indigenous to the waters of the Arkansas near there. |

2014 року репортери з телепередачі Таємниці в музеї відвідали музей Саліди і, як очікується, покажуть репортаж про нього наприкінці 2014 року.[уточнити]
С. І. Шлоссер (англ. S. E. Schlosser) розповів небилицю про те, що хутрові форелі з'явилися внаслідок випадкового виливання двох пляшок або чотирьох глечиків тоніку для росту волосся. Щоб зловити хутрову форель, рибалки представлялись перукарями та виманювали рибу з води, пропонуючи їй безкоштовне підстригання або гоління. Ще одна небилиця про волохату форель відома в американському штаті Мен, її надруковано в збірці «Mythick county's Preservation Restoration Of Oddities Forever». У ній йдеться про тюремника, який ловив таку рибу за допомогою пристрою Бреннока і вимірював спіймані екземпляри, порівнюючи їхню довжину зі своєю стопою. Він відпускав рибу, якщо вона не була достатньої довжини, щоб її м'ясо можна було вжити в їжу, а з хутра — зробити пухнасті капці.

## Канада
Канадська хутрова форель — ще одна подібна містифікація. Згідно з канадською легендою, форель із білим хутром спіймано в озері Верхньому біля Грос-Капа в Су-Сент-Марі (Алгома, Онтаріо, Канада), після чого нею зайнявся таксидерміст Росс С. Джоб. Покупець риби дізнався про містифікацію після передання її в Королівський музей Шотландії. На думку вчених, біле хутро кролика «геніально» прироблено до риби. Опис вигаданої канадської «волохатої» форелі опублікував Такеші Ямада.